# Лошак, Анатолий Александрович
Анатолий Александрович Лошак (13 мая 1950) — советский и российский певец (баритон). Народный артист Российской Федерации (2002). Солист Московского академического музыкального театра имени К. С. Станиславского и В. И. Немировича-Данченко. Профессор Московской консерватории имени П. И. Чайковского.

## Биография
Анатолий Лошак родился в селе Стригуны Борисовского района Белгородской области 13 мая 1950 году, в советской семье сельских тружеников – Александра Ивановича и Натальи Ивановны Лошак. Проходил обучение в средней Стригуновской школе, активно участвовал в художественной самодеятельности, любил исполнять музыкальные вокальные композиции. Был призван в ряды Советской Армии, где его выступление заметил народный артист СССР Сурен Исаакович Баблоев, который в то время руководил ансамблем песни и пляски Московского военного округа и пригласил его выступать в этом коллективе.
После службы, артист принял решение навсегда связать себя с музыкой. Прошёл обучение в Музыкальном училище при Московской консерватории в классе В. В. Горячкина. В 1979 году успешно завершил обучение в Московской консерватории, в классе А. И. Батурина. В дальнейшем совершенствовал своё мастерство в ассистентуре-стажировке консерватории. Прошёл стажировки в Милане под руководством Дж. Симионато и в Академии К. Бергонци. Подготовил и исполнил партии Ренато, Жермона и других.
После обучения был принят в Московский академический музыкальный театр имени К. С. Станиславского и В. И. Немировича-Данченко. С 1988 года начал педагогическую деятельность в Московской консерватории, с 1995 года работал доцентом, в 2004 году назначен на должность профессора музыки.
Анатолий Александрович много гастролировал по городам России и зарубежья. Он выступал в Австрии, Италии, Греции, Германии, Бельгии, Ирландии, Польше, Венгрии, Югославии, Чехословакии, Бразилии, Китае. Принимал участие в концертном исполнении оперы С. Прокофьева «Война и мир» (партия Наполеона), в постановках «Борис Годунов» М. Мусоргского в Болонье (Италия), «Евгений Онегин» П. Чайковского в Палермо (Сицилия), в кантате П. Чайковского «Москва»,«Макбет» Дж. Верди и «Сельской чести» П. Масканьи в Дублине (Ирландия), «Корсар» Дж. Верди в Парме (Италия). Участвовал в спектаклях Вексфордского фестиваля в Ирландии.
Лошак является лауреатом Всесоюзного конкурса вокалистов им. М.И. Глинки, Международного конкурса вокалистов «Вердиевские голоса». В конце 1980-х был отснят документальный фильм «Стригуны – Москва – Милан», посвящённый творчеству Анатолия Лошака. Лошак активно сотрудничает с Государственной академической симфонической капеллой под управлением В. Полянского. Работал с такими дирижёрами как: Е. Светланов, Г. Рождественский, В. Федосеев.
В 1990 году был удостоен звания "Заслуженный артист РСФСР". Указом Президента Российской Федерации от 27 апреля 2002 года Лошак Анатолий Александрович стал "Народным артистом Российской Федерации". В 2011 году был награждён Орденом Дружбы. Почётный гражданин Борисовского района Белгородской области.
Проживает в Москве.

## Репертуар

### Оперные партии
- «Евгений Онегин» П. И. Чайковского - Онегин
- «Черевички» П. И. Чайковского - Светлейший
- «Паяцы» Р. Леонкавалло - Сильвио
- «Любовь к трем апельсинам» С. С. Прокофьева - Леандр
- «В бурю» Т. Н. Хренникова -  Листрат
- «Иоланта» П. И. Чайковского - Роберт и Эбн-Хакия
- «Пиковая дама» П. И. Чайковского - Елецкий
- «Колокольчик» Г. Доницетти - Энрико
- «Золотой теленок» Т. Н. Хренникова - Остап Бендер
- «Укрощение строптивой» В. И. Шебалина - Петруччио
- «Доротея» Т. Н. Хренникова - Фернандо
- «Богема» Дж. Пуччини - Марсель
- «Орфей в Хиросиме» Я. Акутагавы - Юноша
- «Травиата» Дж. Верди - Жорж Жермон
- «Корсар» Дж. Верди - Паша Саид
- «Обручение в монастыре» С. С. Прокофьева  - Дон Карлос
- «Мадам Баттерфляй» Дж. Пуччини - Шарплес
- «Кармен» Ж. Бизе - Эскамильо и Моралес
- «Фауст» Ш. Гуно - Валентин
- «Демон» А .Г. Рубинштейна - Демон
- «Борис Годунов» М. П. Мусоргского - Андрей Щелкалов
- «Макбет» Дж. Верди - Макбет
- «Эрнани» Дж. Верди - Дон Карлос
- «Война и мир» С. С. Прокофьева - Наполеон

### Оперетта
«Цыганский барон» И. Штрауса - Сандор Баринкай
«Москва, Черёмушки» Д. Д. Шостаковича - Борис Корецкий

## Дискография

### Записи на кассетах
1979 — «IX Всесоюзный конкурс вокалистов им. М. И. Глинки: Таллин '79» («Мелодия», Таллинский завод музыкальных кассет)  — исполнение арии Андрея Болконского

### Записи на пластинках
1984 —  В. Шебалин. «Укрощение строптивой». («Мелодия», Апрелевский Ордена Ленина Завод Грампластинок. Государственный симфонический оркестр Министерства культуры СССР.  Дирижёр - Владимир Есипов)  — Петруччио
1988 —  Т. Хренников. «Доротея». («Мелодия», Ленинградский Завод Грампластинок. Оркестр Московского Академического Музыкального Театра Им. К. Станиславского И Вл. Немировича-Данченко. Дирижёр - В. Кожухарь) — Фернандо

### Записи на компакт дисках
1994 —  «Anton Rubinstein. The Demon». («Marco Polo». Wexford Festival Opera Chorus, National Symphony Orchestra of Ireland. Conductor- Alexander Anissimov) — Демон
1997 — «Shostakovich. Moskva, Cheremushki (Москва, Черёмушки)». («Chandos». Russian State Symphonic Capella, Residentie Orchestra the Hague. Conductor- Gennady Rozhdestvensky) — Борис Корецкий

## Семья
- Супруга — Нелли Николаевна, солистка хора имени М. Е. Пятницкого, заслуженная артистка России (01.12.1993[5]).
- Дочь — Ольга Анатольевна.
- Сын — Александр Анатольевич.

## Награды и звания
- 1979 — Лауреат I премии IX Всесоюзного конкурса вокалистов им. М. И. Глинки  — Таллин, СССР.
- 1987 — Лауреат I премии Международного конкурса вокалистов «Voci Verdiane» («Вердиевские голоса»)  — Буссето, Италия.
- 01.03.1990 — «Заслуженный артист РСФСР» — За заслуги в области советского искусства[6]
- 27.04.2002 — «Народный артист Российской Федерации» — За большие заслуги в области искусства[7]
- 11.06.2011 — Орден Дружбы — За заслуги в развитии отечественной культуры и искусства, многолетнюю плодотворную деятельность[8]
- Почётный гражданин Борисовского района Белгородской области.
- Медаль «В ознаменование 100-летия со дня рождения Владимира Ильича Ленина»
- Медаль «В память 850-летия Москвы»
- Серебряная медаль Фонда Ирины Архиповой

## Фильмография
- 1989 —  «Стригуны - Москва - Милан» (документальный).  Режиссёр А. Колобродов[9]

### Участие в телепередачах
- 1980 — «Голубой огонёк»[10]
- 1986 — «Музыкальный киоск»[11]